# Willem Engelbart Engelen
Willem Engelbart Engelen (Sneek, 2 februari 1817 - Leeuwarden, 23 april 1879) was een Fries jurist, politicus en bestuurder uit het geslacht Engelen.
Willem Engelbart Engelen werd geboren in Sneek, in het gezin van de toenmalige grietenijsecretaris van Wymbritseradeel, Daniël Engelen, en de Sneekse Diederica Adema. Hij was de kleinzoon van Willem Engelen, lid van de Vergadering van Notabelen en de Provinciale Staten van Gelderland.
Na een studie rechten aan het Atheneum Illustre te Franeker studeerde Engelen Romeins en hedendaags recht aan de Hogeschool te Utrecht. Hij vestigde zich als advocaat in Leeuwarden in 1840, en werd secretaris van de grietenij Leeuwarderadeel (1840-1852). Hij was vanaf 1842 met een korte onderbreking lid van de Provinciale Staten van Friesland en was van 1852 tot 1854 burgemeester van Leeuwarderadeel.
Van 1853 tot 1855 was Engelen conservatief lid van de Tweede Kamer der Staten-Generaal namens het kiesdistrict Sneek. Daar sprak hij onder meer over het armbestuur en de waterstaat. In 1854 werd hij gedeputeerde in Friesland (hij nam hierdoor ontslag als burgemeester, en in 1855 tevens als Kamerlid omdat de functie te moeilijk te combineren bleek), en vanaf 1868 was hij rechter-plaatsvervanger bij de arrondissementsrechtsbank. In 1875 nam Engelen ontslag als gedeputeerde om gezondheidsredenen, maar bleef wel lid van de Provinciale Staten.
Engelen trouwde in 1841 met Sara Suzanna Cats, telg uit het geslacht Cats en dochter van rechter en Tweede Kamerlid Jentje Cats, met wie hij twee zonen en een jonggestorven dochter kreeg. Hij is benoemd tot Ridder in de Orde van de Nederlandse Leeuw en Commandeur in de Orde van de Eikenkroon.